# Spritduplikator
En spritduplikator er form for duplikator, der var meget udbredt før kopimaskiner blev almindelige.
Spritduplikatoren blev opfundet i 1923 af Wilhelm Ritzerfeld. Den benyttede sig af en tolags stencil, hvor det nederste lag bestod af en slags kraftigt kalkerpapir, der havde den farvede side vendt mod det øverste glittede papir. Når der blev skrevet på det øverste lag papir – med skrivemaskine eller i hånden – blev der derfor afsat et spejlbillede på bagsiden af papiret. Når man skulle duplikere blev kalkerpapiret fjernet og papiret med aftrykket anbragt på spritduplikatorens tromle med den spejlvendte tekst øverst. Når stencilen herefter blev presset mod spritvædet papir overførtes sværten fra stencilen til det spritvædede papir og man fik en kopi.
Metoden kunne producere op til 100 eksemplarer, før kopierne blev ulæselige. På grund af de lave omkostninger var den velegnet til publikationer med små oplag som blade for mindre foreninger og akademiske grå publikationer.
Spritdublikerede klasseopgaver var meget almindelige i første halvdel af 1950’erne.